# Angrivarii

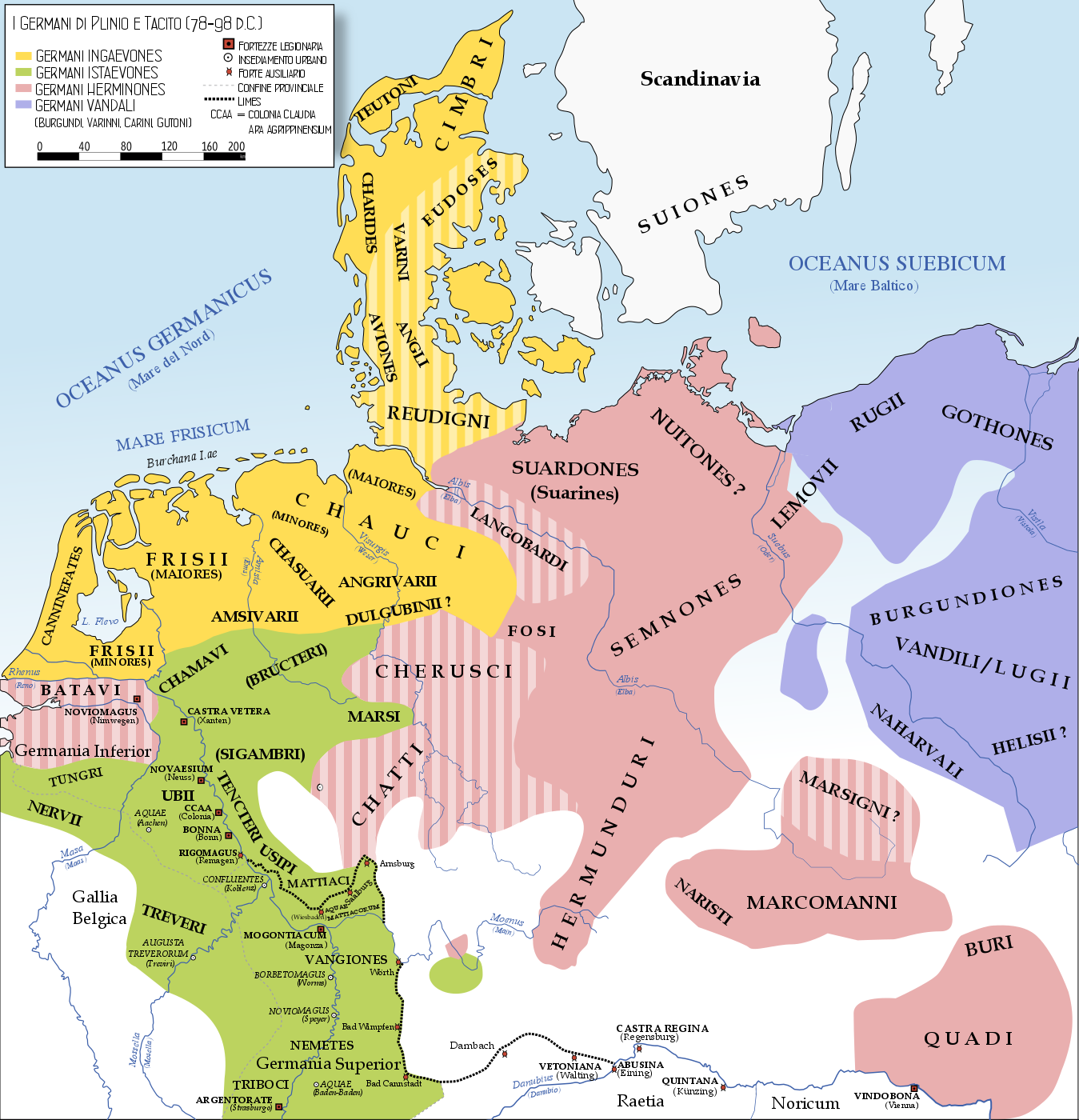
Alemania tras su división en el 78 antes de cristo

Los angrivarii o angrivarios fueron un antiguo pueblo germano conocidos durante el periodo del Imperio romano, probablemente la forma latina de los anglos anterior a la migración hacia Britannia insular. Originalmente se encontraban ubicados en una península al norte del estuario del río Elba.
Junto a los westfalios y ostfalios, fueron los tres pueblos que formaron la Sajonia primitiva.
Habitaron las orillas del Weser, al norte del territorio de los queruscos, lo que posteriormente sería Angria, el dominio del caudillo sajón Viduquindo.

## Etimología
El segmento -varii es muy común en las tribus germánicas, traducido como "habitantes de", aunque la etimología concreta se desconoce. Por lo tanto de podría interpretar como “los habitantes de Angria”.